# Epistrophe qinlingensis
Epistrophe qinlingensis är en tvåvingeart som beskrevs av Huo och Ren 2007. Epistrophe qinlingensis ingår i släktet brynblomflugor, och familjen blomflugor. Inga underarter finns listade i Catalogue of Life.